# ‘Alī Kandeh
‘Alī Kandeh (persiska: آلوكَندِه, علی کنده, Ālūkandeh) är en ort i Iran.   Den ligger i provinsen Mazandaran, i den norra delen av landet, 200 km nordost om huvudstaden Teheran. ‘Alī Kandeh ligger 18 meter över havet och antalet invånare är 797.
Terrängen runt ‘Alī Kandeh är platt åt nordväst, men åt sydost är den kuperad. Runt ‘Alī Kandeh är det ganska tätbefolkat, med 72 invånare per kvadratkilometer. Närmaste större samhälle är Nekā, 3,7 km sydost om ‘Alī Kandeh. Trakten runt ‘Alī Kandeh består till största delen av jordbruksmark.